# Яново (Слупецький повіт)
Яново (пол. Janowo) — село в Польщі, у гміні Стшалково Слупецького повіту Великопольського воєводства.
Населення — 199 осіб (2011).
У 1975-1998 роках село належало до Конінського воєводства.

## Демографія
Демографічна структура станом на 31 березня 2011 року:
|          | Загалом | Допрацездатний вік | Працездатний вік | Постпрацездатний вік |
| -------- | ------- | ------------------ | ---------------- | -------------------- |
| Чоловіки | 103     | 24                 | 66               | 13                   |
| Жінки    | 96      | 30                 | 48               | 18                   |
| Разом    | 199     | 54                 | 114              | 31                   |